# Les Verts liste libre
Les Verts liste libre est un parti politique écologiste du canton de Berne fondé en 1983.

## Histoire
La naissance de ce parti cantonal remonte à 1983 lorsque se crée une liste de soutien pour la candidature au Conseil national de Leni Robert, écartée du parti radical pour son soutien aux jeunes contestataires de Berne. Le parti, s'appelant alors «La Liste libre», place l’environnement et la qualité de vie au centre de son programme. Élue au Parlement, Leni Robert s’y allie avec les écologistes.
Lors des élections au Conseil exécutif du canton de Berne, la Liste libre fait élire deux de ses membres au second tour : Leni Robert (Instruction publique) et Benjamin Hofstetter (Police). Lukas Fierz reprend alors le siège de Leni Robert au Conseil national.
Dans les villes du canton, la Liste libre obtient des résultats importants notamment à Bienne avec 2 élus de 1989 à 1992, puis 3 de 1993 à 1995 puis 4 en 1996. Dès le changement de nom et l'affiliation aux Verts bernois, les VLL obtinrent 3 sièges de 1997 à 1999, puis 4 de 2000 à 2004. Les VLL réussirent également à faire élire 1 élu romand au Conseil municipal à titre accessoire (Exécutif sans dicastère), Elisabeth Ingold de 2001 à 2004 puis François Contini de 2004 à 2012, rejoint dès 2009 par Barbara Schwickert au Conseil municipal à titre principal (Exécutif avec dicastère).
À Berne, en 1986, la Liste libre fait élire Lilo Lauterburg qui deviendra Présidente du conseil de ville (législatif) en 1998. De 1996 à 2000, Claudia Omar-Amberg occupera un siège dans l'Exécutif de la ville de Berne. En 2004, le parti voit ses effectifs passer de 5 à 9 élus en obtenant 5,9 % et respectivement 11,6 % des voix.
C'est aussi à Thoune en 1987 qu'Elisabeth Bregulla sera élue au Conseil de ville (parlement). En 1998, le parti obtint 2 élus, 3 en 2002 et 5 de 2006 à 2010.
En 1990, les membres de la Liste libre sont évincés de l’Exécutif cantonal.
En 1991, Leni Robert retrouve son siège au Conseil national. Cette année-là, le parti de centre-gauche Junge Bern qui existait depuis les années 1950 rejoint la Liste libre au niveau communal, la nouvelle formation se nomme Liste libre Junge Bern et appartient aux Verts suisses. Avec la réélection de Joy Matter, le parti contribue à renverser la majorité bourgeoise lors des élections communales de 1992.
En 1995, le parti se présente sous le nom «Les Verts : Liste libre» aux élections fédérales suisses de 1995 et Ruedi Baumann en devient son représentant au Parlement fédéral.
Afin de montrer son appartenance aux Verts suisses, le parti officialise les mots Les Verts de son nom pour devenir Les Verts liste libre (VLL) en 1997.
En avril 2006, Bernhard Pulver, membre des Verts Liste libre, est élu à l’Exécutif cantonal (Instruction publique).
Le 15 mai 2006, les Verts liste libre se fédèrent avec l’Alliance verte et sociale bernoise (AVeS) et deviennent une section des Verts du canton de Berne. Toutefois, les VLL continuent d'exister de façon indépendante dans certaines communes du Canton de Berne, notamment en ville de Berne, à Münchenbuchsee, à Zollikofen, à Belp ou à Thoune.
En 2007, l'élection d'Alec von Graffenried permet aux Verts liste libre de revenir au Conseil national.
En 2016, Alec von Graffenried obtient le meilleur résultat lors du 1er tour à l'élection au poste de Maire de la Ville de Berne, devant la candidate socialiste Ursula Wyss et sa collègue de l'AVeS Franziska Teuscher. Le second tour oppose le candidat des VLL à la candidate socialiste. Alec von Graffenried remporte le 15 janvier 2017 le second tour avec 58 % des voix.